# Station Żabczyce
Station Żabczyce was een spoorwegstation in de Poolse plaats Żabczyce.